# Pseudogekko
Pseudogekko – rodzaj jaszczurek z rodziny gekonowatych (Gekkonidae).

## Zasięg występowania
Rodzaj obejmuje gatunki występujące w Filipinach (Bohol, Cebu, Dinagat, Leyte, Luzon, Masbate, Mindanao, Negros, Panay, Polillo, Samar, Sibuyan, Siquijor i Tablas). 

## Systematyka
Rodzaj zdefiniował w 1922 roku amerykański herpetolog Edward Harrison Taylor w publikacji własnego autorstwa poświęconej jaszczurkom z filipińskich wysp. Gatunkiem typowym jest (oryginalne oznaczenie) Pseudogekko compresicorpus. 

### Etymologia
Pseudogekko: gr. ψευδος pseudos ‘fałszywy’; rodzaj Gekko Laurenti, 1768.

### Podział systematyczny
Do rodzaju należą następujące gatunki: 
- Pseudogekko atiorum Davis, Watters, Köhler, Whitsett, Huron, Brown, Diesmos & Siler, 2015
- Pseudogekko brevipes (Boettger, 1897)
- Pseudogekko chavacano Siler, Welton, Davis, Watters, Davey, Diesmos, Diesmos & Brown, 2014
- Pseudogekko compresicorpus (Taylor, 1915)
- Pseudogekko ditoy Siler, Welton, Davis, Watters, Davey, Diesmos, Diesmos & Brown, 2014
- Pseudogekko hungkag Brown, Meneses, Wood, Fernandez, Cuesta, Clores, Tracy, Buehler & Siler, 2020
- Pseudogekko isapa Siler, Davis, Diesmos, Guinto, Whitsett & Brown, 2016
- Pseudogekko pungkaypinit Siler, Welton, Davis, Watters, Davey, Diesmos, Diesmos & Brown, 2014
- Pseudogekko smaragdinus (Taylor, 1922)
- Pseudogekko sumiklab Siler, Davis, Watters, Freitas, Griffith, Binaday, Lobos, Amarga & Brown, 2017